# Tobias Unger
Tobias Unger (* 10. července 1979, Mnichov) je bývalý německý atlet, sprinter.
V roce 2004 vybojoval na halovém MS v Budapešti bronzovou medaili v běhu na 200 metrů a reprezentoval na letních olympijských hrách v Athénách, kde ve finále doběhl na 7. místě. O rok později se stal v Madridu halovým mistrem Evropy. Na Mistrovství světa v atletice 2005 v Helsinkách se probojoval jako jediný Evropan do finále. V něm skončil na 7. místě.
Sportovní kariéru ukončil v roce 2012.